# Conrad Wise Chapman

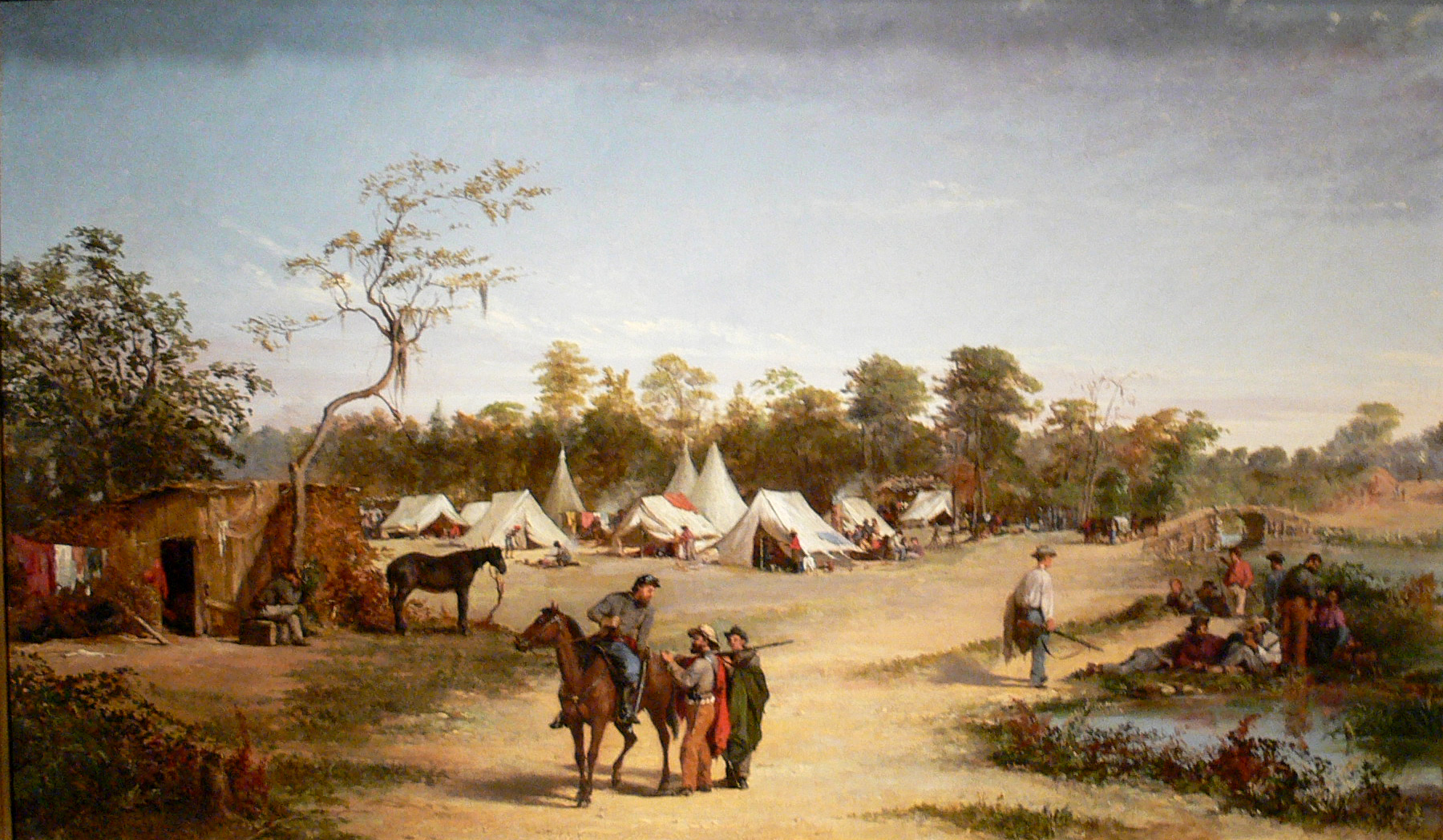
Le 59e Régiment d'infanterie.

Conrad Wise Chapman (14 février 1842, Washington - 10 décembre 1910, Hampton (Virginie)) est un peintre américain, célèbre principalement par ses peintures de la guerre de Sécession.

## Biographie
Initié à la peinture par son père, John Gadsby Chapman, artiste émérite de Virginie, avec qui il habite à Rome en Italie dès ses  six ans, Conrad Wise Chapman s'enrôle et est incorporé dans la 3e compagnie du Kentucky à titre privé le 30 septembre 1861.
Transféré à Charleston, les défenses, Chapman convainc le général PGT Beauregard d'exécuter des croquis à la gloire des troupes confédérées ; il croque ainsi courageusement le bombardement des fortifications de Charleston.
Revenu à Rome en 1864 auprès de sa mère malade, il réalise des tableaux d'après ses croquis de guerre.
Après la reddition du général Lee, Chapman retourne ensuite sur le continent nord-américain en rejoignant un groupe d'ex-confédérés au Mexique pendant un an.
Il meurt en 1910, à Hampton, en Virginie, où il s'est installé pour peindre.
Les inventaires du Smithsonian American Art Museum recensent 269 tableaux attestés de sa main.

## Œuvres
- Le 59e régiment d'infanterie, la Wise's Brigade (vers 1867) huile sur toile, musée Amon Carter, Fort Worth, Texas (acq. no . 2001.7),
- The Trump Card (1868), huile sur toile, 52,9 × 64,7 cm, Brooklyn Museum
- A view of Mexico City with an encampment (1878), collection privée mexicaine.
- Les Français sur la colline de l'Obispado, Monterrey  (1880)
- Le Bombardement de Fort Moultrie, port de Charleston (1864), la Batterie Marion (1863), musée de Charleston